# CHANGE YOURSELF!
『CHANGE YOURSELF!』（チェンジ ユアセルフ）は、布袋寅泰の15枚目のシングル。

## 概要
1997年8月1日に、東芝EMIから発売された。

## 収録曲
| 全作詞・作曲・編曲: 布袋寅泰。 |                                   |          |            |      |
| #                              | タイトル                          | 作詞     | 作曲・編曲 | 時間 |
| 1.                             | 「CHANGE YOURSELF!」              | 布袋寅泰 | 布袋寅泰   | 5:15 |
| 2.                             | 「SAVE ME」                       | 布袋寅泰 | 布袋寅泰   | 6:44 |
| 3.                             | 「CHANGE YOURSELF! INSTRUMENTAL」 | 布袋寅泰 | 布袋寅泰   | 5:15 |
| 合計時間:                      | 合計時間:                         | 17:14    |            |      |

## 曲解説
1. CHANGE YOURSELF!
日清カップヌードルのCF用に作られた楽曲。CFにも布袋本人が出演した。
BOØWY解散後、封印してきたBOØWYサウンドが本作では解禁されている。布袋曰く「中高生のナイフ事件とか援助交際とか見聞きして、ちょっと喝を入れたくなって書いた曲。王道の布袋ビート」｡
本作のCMは、スーツ姿に眼鏡姿の出で立ちの布袋がこっそり歩み寄ってきて「叶えてなんぼの夢だろ？」と囁き、最後に「CHANGE!」とシャウトするという内容。
オリジナルアルバムには未収録のシングル曲で、『GREATEST HITS 1990-1999』などのベストアルバムにのみ収録されている。
布袋と交流の深い永石勝がPVを担当。永石が福岡出身であることに因み、撮影は福岡市にて行われた。福岡タワー、福岡ドーム、マリアクラブ、奈多海岸、海の中道など同地のスポットがPV内に登場する。
2. SAVE ME
布袋が主演した映画『SF サムライ・フィクション』の主題歌。
2011年7月24日には、大相撲名古屋場所千秋楽のNHK大相撲中継のエンディングテーマにて長年使用されてきたテーマ曲に代わり、新たにこの楽曲が使用されることになった。
3. CHANGE YOURSELF! INSTRUMENTAL

## 参加ミュージシャン
- ギター、ベース、ヴォーカル：布袋寅泰
- コンピュータープログラミング：藤井丈司、渡部伸隆
- ドラム：中幸一郎
- コーラス：JILL
- 和太鼓（#2）：レナード衛藤、池畑潤二

## 収録アルバム

### CHANGE YOURSELF!
- ベスト『GREATEST HITS 1990-1999』（1999年6月23日）
- ライブ『TONIGHT I'M YOURS』（2000年1月26日）
- ライブ『ROCK THE FUTURE TOUR 2000-2001』（2001年3月16日）

### SAVE ME
- サントラ『THE MOTION GRAPHIC SOUNDTRACK FOR SAMURAI FICTION』（1998年7月29日）
- オムニバス『NOW JAPAN』（1998年12月2日）
- ベスト『B-SIDE RENDEZ-VOUS』（2000年1月26日）

## タイアップ
- 『CHANGE YOURSELF!』…日清食品「カップヌードル」CMソング
- 『SAVE ME』…松竹配給映画「SF サムライ・フィクション」主題歌